# Ponna
Ponna är en kommun i provinsen Como i regionen Lombardiet i Italien. Kommunen hade 239 invånare (2018).